# Encalyptaceae
Encalyptaceae, porodica pravih mahovina smještena u red Encalyptales. Poatoji nekoliko rodova, dva živa i jedan fosilni

## Rodovi
1. Genus Bryobrittonia R.S. Williams
2. Genus Encalypta Hedw.
3. Genus Encalyptaesporites E. Nagy, fosil
4. Genus Hymenostoma Griff., Sinonim za Encalypta Hedw.
5. Genus Pyramitrium (Wallr. ex Hampe) Hampe, Sinonim za Encalypta Hedw.